# Turpo (distrito)
O Distrito peruano de Turpo é um dos dezenove distritos que formam a Província de Andahuaylas, situada no Apurímac, pertencente a Região Apurímac, Peru.

## Transporte
O distrito de Turpo é servido pela seguinte rodovia:
- AP-104, que liga a cidade de Pomacocha ao distrito de Talavera [2][3][4]